# ヴァレンティーノ・ガスパレッラ
ヴァレンティーノ・ガスパレッラ（Valentino Gasparella、1935年5月30日 - ）は、イタリア、ヴィチェンツァ出身の元自転車競技（トラックレース）選手。

## 経歴
1956年
- メルボルンオリンピック
  -  団体追い抜き 優勝（+ レアンドロ・ファッジン、アントニオ・ドメニカーリ、フランコ・ガンディーニ）

1957年
- トラックレース世界選手権 アマスプリント 3位

1958年
- トラックレース世界選手権 アマスプリント 優勝
- グランプリ・ド・パリ アマ部門 優勝
- グランプリ・ド・コペンハーゲン アマ部門優勝

1959年
- トラックレース世界選手権 アマスプリント 優勝
- グランプリ・ド・パリ アマ部門 優勝
- グランプリ・ド・コペンハーゲン アマ部門優勝

1960年
- ローマオリンピック
  -  スプリント 3位

1960年から1967年まで、プロとして活動した。